# Bataille de Kondoz (2021)
Pour les articles homonymes, voir bataille de Kunduz.
Offensive des talibans de 2021
Batailles
Zarandj · Kondoz · Herat (en) · Kandahar · Lashkar Gah · Kaboul
La bataille de Kondoz est une bataille entre les forces de sécurité nationales afghanes (en) (ANSF) et les talibans pour le contrôle de la ville de Kondoz. Les combats ont commencé fin juin et ont duré jusqu'à ce que la ville soit envahie par les talibans le 8 août. Les forces gouvernementales afghanes, défendant la ville, se sont retirées au quartier général et à l'aéroport du 217e corps du Pamir (en) dans la ville. Après avoir résisté pendant trois jours, un 217e corps entier du Pamir s'était rendu, permettant aux talibans de prendre le contrôle de l'aéroport et d'un certain nombre de véhicules militaires et de chars stationnés à l'intérieur du quartier général,.

## Contexte
Kondoz est la ville stratégique située dans le nord de l'Afghanistan avec des routes vers Kaboul et d'autres grandes villes d'Afghanistan ainsi que du Tadjikistan. La ville était le bastion des talibans avant qu'ils ne prennent le contrôle de l'Afghanistan dans les années 1990.
La ville a également été brièvement occupée par les forces talibanes en 2015 et 2016 avant d'être chassée de la ville par les forces gouvernementales afghanes et l'armée de l'air américaine.

## Bataille
Le 21 juin, les talibans ont capturé l'entrée de la ville de Kondoz avant de se disperser dans ses quartiers.
Le 23 juin, les talibans avaient assiégé la ville de Kondoz après s'être emparés des quartiers voisins de la ville et du principal point de passage frontalier avec le Tadjikistan.
Le 24 juin, une frappe aérienne de l'armée de l'air afghane dans le huitième district de police de la ville de Kondoz a tué deux policiers afghans et en a blessé huit autres. L'incident du tir ami a permis aux talibans de s'emparer du district.
Le 26 juin, des responsables du gouvernement afghan ont déclaré qu'environ 24 combattants talibans avaient été tués et 15 autres blessés lors d'affrontements avec les forces gouvernementales afghanes dans la ville de Kondoz.
Le 5 juillet, Abdul Hadi Nazari, un porte-parole de l'armée afghane, a déclaré qu'une quinzaine de combattants talibans avaient été tués lors d'une frappe aérienne de l'armée de l'air afghane visant des combattants talibans se rassemblant à l'extérieur de la ville.
À la mi-juillet, les talibans se trouvaient dans quatre des neuf districts municipaux de la ville de Kondoz, luttant pour le contrôle avec les forces gouvernementales. Tous les quartiers entourant la ville, y compris les routes qui mènent à l'extérieur de la ville, étaient également sous contrôle taliban. Le lieutenant-colonel Masound Nijrabi, commandant des commandos afghans, a exprimé son mépris pour les soldats de l'armée afghane régulière qui ne tiennent pas de territoire et plus tard, les commandos de l'armée afghane sont forcés de reprendre le territoire aux forces talibanes.
Le 23 juillet, le chef de la police afghane, Zabardast Safi, a déclaré que les forces gouvernementales afghanes avaient expulsé des combattants talibans des villages autour de la ville. Une dizaine de combattants talibans ont été tués et cinq autres blessés au cours de l'opération.
Le 7 août, les forces talibanes avaient capturé une grande partie de la ville. Le porte-parole des talibans a déclaré qu'ils avaient pris le contrôle de la ville. Cependant, le porte-parole du ministère afghan de l'Intérieur, Mirwais Stanekzai, a annoncé qu'une opération conjointe des forces de sécurité et de défense nationales afghanes (ANSDF) était en cours, de nombreux quartiers de la ville étant repris et de nombreux combattants talibans tués ou blessés.
Le 8 août, les talibans avaient envahi la majeure partie de la ville, le contrôle du gouvernement étant réduit à une base militaire près de l'aéroport. L'assaut des talibans sur la ville a également été aidé par des renforts des régions voisines et de la province de Djozdjan qui sont tombés aux mains des forces talibanes le 7 août. Après être entrés dans la ville, les talibans ont attaqué la prison de la ville, maîtrisé les gardiens de la prison et libéré des centaines de prisonniers. Certains de ces prisonniers libérés étaient des combattants et des commandants talibans qui ont ensuite aidé les talibans à lancer des attaques contre les principaux complexes gouvernementaux dans le centre de Kondoz. Plus tard dans la journée, une frappe aérienne a également été menée contre le siège local de la Direction nationale de la sécurité qui était tombé aux mains des talibans plus tôt. Le ministère afghan de la Défense a également annoncé que des opérations de reprise de Kondoz étaient en cours.
Le 11 août, après avoir résisté pendant trois jours, tout un 217e corps du Pamir s'est rendu, permettant aux talibans de prendre le contrôle du quartier général du corps du Pamir et de l'aéroport. Les talibans ont également capturé un certain nombre de véhicules militaires, d'équipements, des drones ScanEagle et un char de combat  stationnés à l'intérieur du quartier général ainsi qu'un hélicoptère Mil Mi-24 à l'aéroport.
Zargul Alemi, membre du conseil provincial de Kondoz, a déclaré qu'il y avait environ 2 000 soldats au quartier général du 217e corps du Pamir avant la reddition et les désertions. Alemi a dit : "Je ne sais pas pourquoi les commandants n'ont pas rassemblé leurs forces et combattu jusqu'à la dernière goutte de leur sang, avec toutes les armes, ressources et munitions qu'ils avaient à l'aéroport et dans le corps".
Le 12 août, Ehsanullah Omarzad, Najibullah Omarkhel et Zabardast Safi s'étaient également rendus aux talibans.

## Facteurs clés
L'épuisement des forces gouvernementales, le manque de renforts et le retard dans le ciblage des talibans par l'armée de l'air afghane ont été décrits par Sayed Jawad Hussaini, le chef adjoint de la police d'un district de la ville de Kondoz, comme les facteurs clés qui ont profité aux talibans et leur ont permis de capturer le ville.
Des politiciens afghans des provinces de Kondoz et de Djozdjan ont accusé le gouvernement afghan de ne pas accorder suffisamment d'attention à la situation sécuritaire dans le nord de l'Afghanistan. Rabbani Rabbani, membre du conseil provincial de Kondoz, affirme que les talibans connaissaient l'importance de Kondoz alors que le gouvernement afghan la considérait comme un petit village.

## Conséquences
Le chef de l'armée afghane, le général Wali Ahmadzai, a été limogé après la chute de la ville de Kondoz.